# Juanma Barrero
Juan Manuel Barrero (Badajoz, 27 giugno 1980) è un ex calciatore spagnolo, di ruolo portiere, tecnico del Tarazona.